# Jonathan Williams (futbolista)
Jonathan Peter "Jonny" Williams  (n. 9 d'octubre de 1993) és un futbolista professional gal·lès que juga com a migcampista pel club de la Premier League Crystal Palace FC i per la selecció de Gal·les.

## Trajectòria

### Crystal Palace

#### 2011–12
Williams va fer el seu gran avanç en el primer equip del Crystal Palace FC en el començament de la temporada 2011-12, després d'haver guanyat notorietat amb les seves actuacions amb el planter. Va debutar el 16 d'agost de 2011, en entrar com a substitut del segon temps a casa contra Coventry City FC. Només una setmana més tard Williams va debutar amb el primer equip en el partit d'obertura de la League Cup de la temporada 2011–12, a casa contra el Crawley Town FC. Va jugar 85 minuts, fent la seva primera assistència i rebent una ovació de l'afició local. Va marcar el seu primer gol com a professional pel Crystal Palace el 13 de setembre de 2011, en un partit contra el Wigan Athletic FC a la League Cup.